# Volkswagen Golf Plus
Volkswagen Golf Plus (type 1KP) er en i foråret 2005 introduceret kompakt MPV fra Volkswagen. Den er baseret på hatchbackudgaven af Golf V. Med et facelift i starten af 2009 blev optikken tilpasset Golf VI.

## Udstyrsvarianter
- Trendline
- Comfortline
- Highline
- Sportline
- Tour
- United
- Goal
- Edition
- Team
- Style
- Rabbit (kun Østrig)
- Match

## Golf Plus (2005−2009)
Golf Plus Trendline har det laveste grundudstyr og er samtidig den billigste udstyrsvariant. Som standardudstyr har den bl.a. ESP, centrallåsesystem med fjernbetjening, førersæde med højdeindstilling og LED-baglygter.
Comfortline har derudover bl.a. klimaanlæg Climatic, 15" letmetalfælge, opbevaringsrum under forsæderne, kørecomputer og fartpilot.
Den sportsligt trimmede variant Sportline har udover 16" letmetalfælge og tågeforlygter også udstyr som sportsrat og en gearknop i læder. Resten af udstyret svarer til Comfortline.
Specialmodellen United har udover grundudstyret bl.a. klimaanlægget Climatic, sæder i design Surprise, 16" letmetalfælge, udvendige spejlhuse, skrifttræk United, Coming-Home-funktion og Leaving-Home-funktion, radioanlæg RCD 210, tågeforlygter, opvarmelige sprinklerdyser, forlygtevaskere, parkeringshjælp, kørecomputer Plus og fartpilot.

### Særlige kendetegn
Golf Plus er baseret på den samme platform som Golf V og er i forhold til denne udelukkende vokset i højden. Den forhøjede Golf er en komplet nyudvikling, og har kun nakkestøtterne og sidespejlene til fælles med den "normale" Golf V.
Ligesom Golf V fås Golf Plus med automatgear (benzinmotorer) eller DSG-gearkasse (TSI- og dieselmotorer). Som første bil i kompaktklassen og i modsætning til den "normale" Golf har den lysdioder som baglygter.
Med introduktionen af specialmodellen Goal fik Golf Plus også sin egen typebetegnelse. Indtil denne dato stod der kun "Golf" bagpå bilen, efter introduktionen af specialmodellen Goal stod der også "Plus", også på de almindelige modeller.

## Golf Plus (2009−)
Golf Plus blev faceliftet i 2009. Den faceliftede model kan hovedsageligt kendes på forlygterne, som er blevet tilpasset Golf VI. Baglygterne er noget mørkere end på forgængeren. Siden af bilen har kun forandret sig lidt. Bilen har nye hjulkapsler og letmetalfælge, og tagræling som standardudstyr. I kabinen blev designet på omdrejningstælleren og speedometeret (nu med hvidt baggrundslys; kølevæsketermometeret er nu integreret i omdrejningstælleren og brændstofmåleren i speedometeret) og kørecomputeren ændret, uden de i "rør" nedsænkede instrumenter fra Golf VI. Klimaanlægget fik nye betjeningselementer.
Udstyrsvarianterne Trendline og Comfortline blev bibeholdt, mens modellen med det højeste grundudstyr hedder Highline.

## CrossGolf
I september 2006 blev CrossGolf introduceret. Den er baseret på Golf Plus Sportline og er en til Cross-model efter CrossPolo og CrossTouran. Ligesom alle Cross-modeller fra Volkswagen findes CrossGolf ikke med firehjulstræk.
I foråret 2010 blev CrossGolf modificeret og tilpasset den aktuelle designlinie.
- Volkswagen CrossGolf
(2006–2009)
- CrossGolf bagfra
- Volkswagen CrossGolf (2010−)
- Den faceliftede CrossGolf bagfra

## Motorer
- Syv benzinmotorvarianter med effekt fra 55 kW (75 hk) (til 2006), senere 59 til 125 kW (80 til 170 hk).
- Fem dieselmotorvarianter med effekt fra 66 til 103 kW (90 til 140 hk). Alle motorer fås også med partikelfilter (DPF), hvorved brændstofforbruget øges med 0,1 til 0,4 liter diesel. 1,9 TDI-motoren med 77 kW med partikelfilter fås også med 6-trins manuel gearkasse. Versionen med DSG-gearkasse har i kombination med partikelfilter 7 gear.
- Fås også som BlueMotion, med 77 kW (105 hk) og 5-trins manuel gearkasse. Ændret motorstyring (sænkning af tomgangsomdrejningstallet), aerodynamiske ændringer som f.eks. forklædning af undervognen, letløbsdæk og sænkning på 15 mm. Gearkassen har en længere udveksling på tredje, fjerde og femte gear. Disse ændringer nedsætter gennemsnitsforbruget til 4,8 l/100 km.
- Fås også som autogasvariant (BiFuel) med effekt på 72 kW (98 hk) og 5-trins manuel gearkasse, og E85-variant (MultiFuel) med 75 kW (102 hk).

| Model                | Cylindre | Ventiler | Slagvolume cm³ | Max. effekt kW (hk) / omdr.    | Max. drejningsmoment Nm / omdr. | Motorkode        | 0-100 km/t sek. | Topfart km/t | Byggeår           |
| -------------------- | -------- | -------- | -------------- | ------------------------------ | ------------------------------- | ---------------- | --------------- | ------------ | ----------------- |
| Benzinmotorer        |          |          |                |                                |                                 |                  |                 |              |                   |
| 1.2 TSI              | 4        | 8        | 1197           | 63 (85) / 4800                 | 160 / 1500 − 3500               | CBZA             | 13,4            | 175          | 6/2010 −          |
| 1.2 TSI              | 4        | 8        | 1197           | 77 (105) / 5000                | 175 / 1500 − 4000               | CBZB             | 11,3            | 188          | 10/2009 −         |
| 1.4                  | 4        | 16       | 1390           | 55 (75) / 5000                 | 126 / 3800                      | BCA              | 16,2            | 161          | 12/2004 − 4/2006  |
| 1.4                  | 4        | 16       | 1390           | 59 (80) / 5000                 | 132 / 3800                      | BUD / CGGA       | 14,9            | 169          | 4/2006 −          |
| 1.4 TSI              | 4        | 16       | 1390           | 90 (122) / 5000                | 200 / 1500 − 4000               | CAXA             | 10,2            | 195          | 6/2007 −          |
| 1.4 TSI              | 4        | 16       | 1390           | 103 (140) / 5600               | 220 / 1500 − 4000               | BMY              | 9,3             | 202          | 10/2006 − 4/2008  |
| 1.4 TSI              | 4        | 16       | 1390           | 118 (160) / 5800               | 240 / 1500 − 4500               | CAVD             | 8,5             | 214          | 4/2008 −          |
| 1.4 TSI              | 4        | 16       | 1390           | 125 (170) / 6000               | 240 / 1500 − 4750               | BLG              | 8,3             | 216          | 4/2006 − 4/2008   |
| 1.6                  | 4        | 8        | 1595           | 75 (102) / 5600                | 148 / 3800                      | BSE / BSF / CCSA | 12,0            | 180          | 4/2005 − 4/2010   |
| 1.6 FSI              | 4        | 16       | 1598           | 85 (115) / 6000                | 155 / 4000                      | BLF / BLP        | 11,8            | 189          | 12/2004 − 10/2007 |
| 2.0 FSI              | 4        | 16       | 1984           | 110 (150) / 6000               | 200 / 3250 − 4250               | BLR / BVY        | 9,2             | 205          | 5/2005 − 4/2008   |
| 1. 2. 3. 4. 5.       |          |          |                |                                |                                 |                  |                 |              |                   |
| Dieselmotorer        |          |          |                |                                |                                 |                  |                 |              |                   |
| 1.6 TDI DPF (CR)     | 4        | 16       | 1598           | 66 (90) / 4200                 | 230 / 1500 − 2500               | CAYB             | 11,8            | 184          | 5/2009 −          |
| 1.6 TDI DPF (CR)     | 4        | 16       | 1598           | 77 (105) / 4400                | 250 / 1500 − 2500               | CAYC             | 12,1            | 184          | 5/2009 −          |
| 1.9 TDI (PD)         | 4        | 8        | 1896           | 66 (90) / 4000                 | 210 / 1800 − 2500               | BRU / BXF / BXJ  | 13,5            | 173          | 4/2005 − 11/2008  |
| 1.9 TDI (PD)         | 4        | 8        | 1896           | 77 (105) / 4000                | 250 / 1900                      | BKC / BXE / BLS  | 11,9            | 183          | 12/2004 − 11/2008 |
| 2.0 TDI (PD)         | 4        | 16       | 1968           | 103 (140) / 4000               | 320 / 1750 − 2500               | BKD              | 9,7             | 202          | 12/2004 − 11/2008 |
| 2.0 TDI DPF (PD)     | 4        | 8        | 1968           | 103 (140) / 4000               | 320 / 1800 − 2500               | BMM              | 9,7             | 202          | 11/2005 − 11/2008 |
| 2.0 TDI DPF (CR)     | 4        | 16       | 1968           | 81 (110) / 4200                | 250 / 1500 − 2500               | CBDC             | 11,6            | 189          | 12/2008 − 9/2009  |
| 2.0 TDI DPF (CR)     | 4        | 16       | 1968           | 103 (140) / 4200               | 320 / 1750 − 2500               | CBDB             | 9,8             | 204          | 12/2008 −         |
| 1. 2. 3. 4.          |          |          |                |                                |                                 |                  |                 |              |                   |
| Benzin/E85-motor     |          |          |                |                                |                                 |                  |                 |              |                   |
| 1.6 MultiFuel        | 4        | 8        | 1595           | 75 (102) / 5600                | 148 / 3800                      | CMXA             |                 | 184          |                   |
| Benzin/autogas-motor |          |          |                |                                |                                 |                  |                 |              |                   |
| 1.6 BiFuel           | 4        | 8        | 1595           | 72 (98) / 5600 75 (102) / 5600 | 144 / 3800 148 / 3800           | CHGA             |                 |              |                   |
| 1. 2.                |          |          |                |                                |                                 |                  |                 |              |                   |